# Carl McAdams
(en) Statistiques sur pro-football-reference
Carl Lee McAdams, né le 26 avril 1944 à Dumas, est un joueur américain de football américain.

## Biographie

### Enfance
McAdams étudie à la White Deer High School de White Deer et permet aux Bucks de remporter un titre de champion du Texas avec son lycée en 1958. Également membre de l'équipe de basket-ball, McAdams décroche le championnat du Texas lycéen en 1962.

### Carrière

#### Université
Il entre à l'université de l'Oklahoma et suit les cours de la faculté de 1962 à 1965. McAdams reçoit, à deux reprises, le titre d'All-American et se révèle comme linebacker, étant considéré comme l'un des meilleurs joueurs à ce poste de l'histoire des Sooners. Lors d'une rencontre contre les Longhorns du Texas, il réalise douze tacles, une interception, force un fumble et reçoit le titre de MVP au Gator Bowl 1965.

#### Professionnel
Carl McAdams est sélectionné au premier tour de la draft 1966 de la NFL par les Cardinals de Saint-Louis mais également par les Jets de New York, au troisième tour de la draft de l'American Football League, sur la vingt-deuxième sélection. McAdams porte son choix sur les Jets et signe un contrat de 300 000 dollars. Après une courte pige chez les Orbits de Waterbury en Atlantic Coast Football League, une ligue mineure servant de réservoir aux équipes professionnelles, il apparaît dans l'effectif de New York mais il ne parvient pas à s'imposer comme titulaire. 
Pendant trois ans, McAdams permute entre les postes de linebacker, defensive tackle et de defensive end. Sa carrière professionnelle est marquée par de multiples blessures à la cheville et McAdams prend sa retraite avant la saison 1971. Il remporte tout de même le Super Bowl III avec New York.